# パリア・オルバ (フェリー)
パリア・オルバ（Paglia Orba）は、フランスの海運会社SNCMが建造し、現在はコルシカ・リネアが所有・運航しているフェリー。

## 船歴
船は1993年にフランス・ル・アーヴルのル・アーブル造船所（Ateliers et chantiers du Havre）で建造された。1994年3月からSNCMがマルセイユとコルシカ島の間で運航。
SNCMの破産後、2016年にコルシカ・リネアに売却された。2023年4月にはアルジェリア・スキクダ、5月にはベジャイアにも就航した。

## ギャラリー

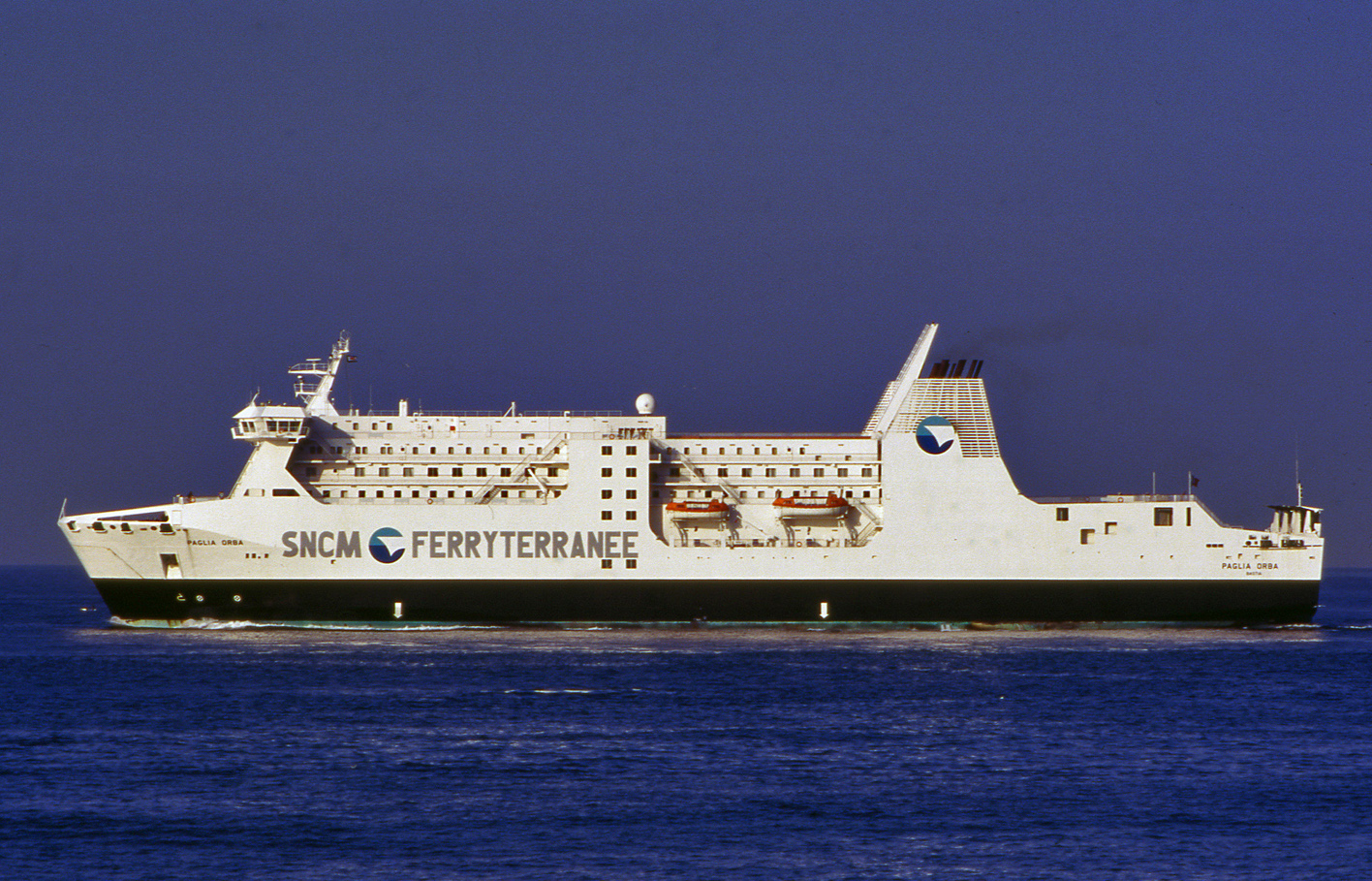
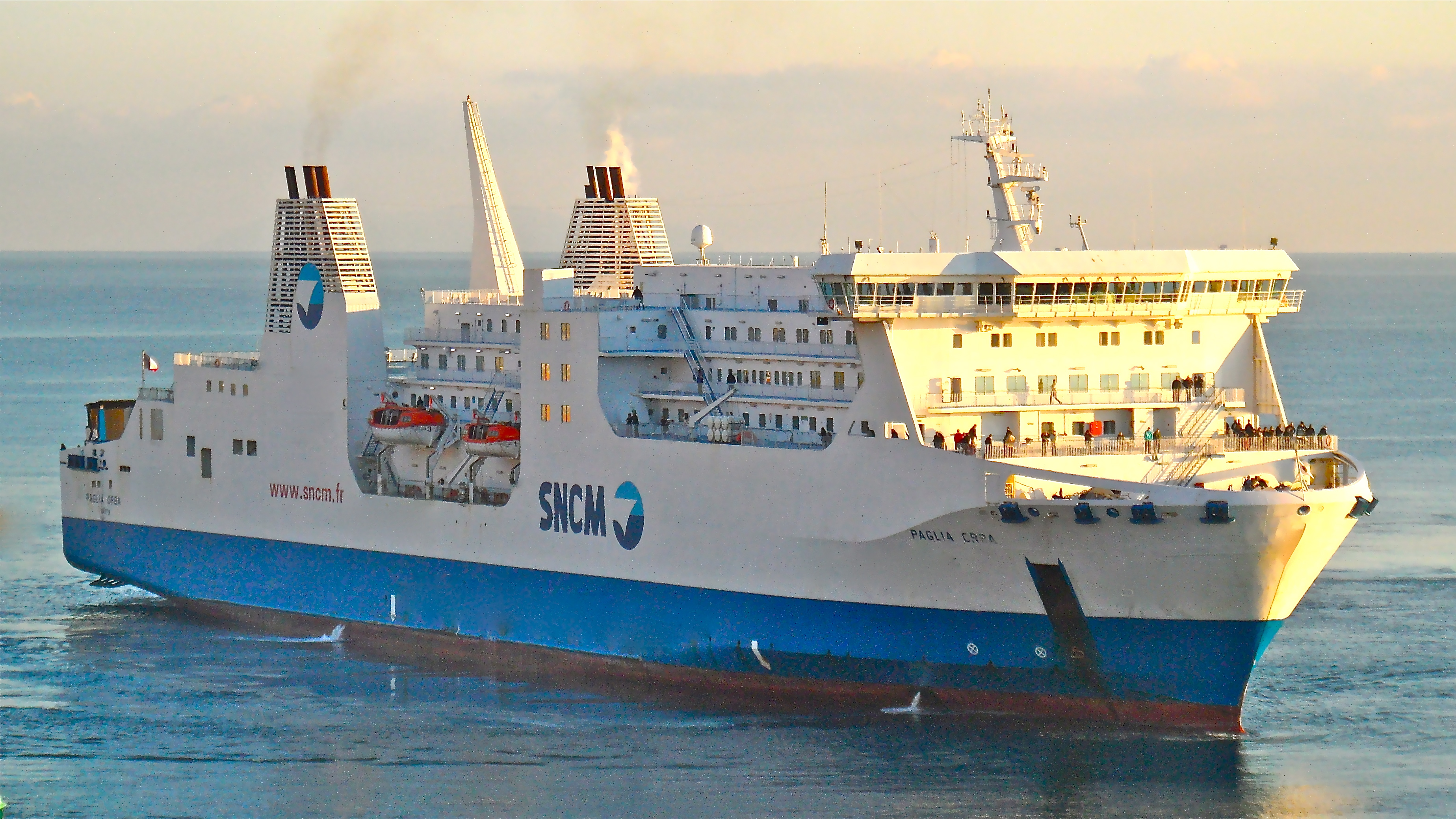
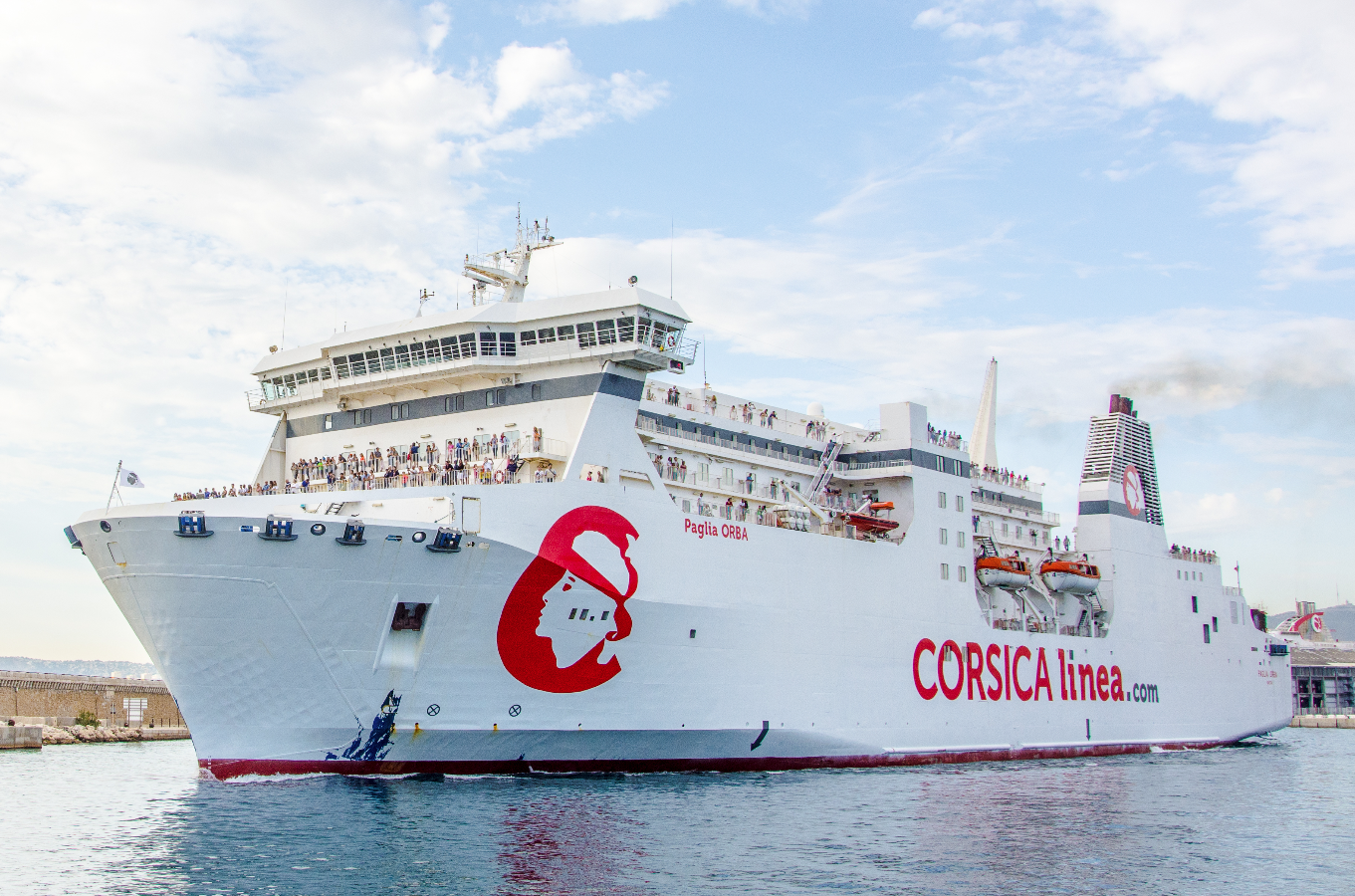
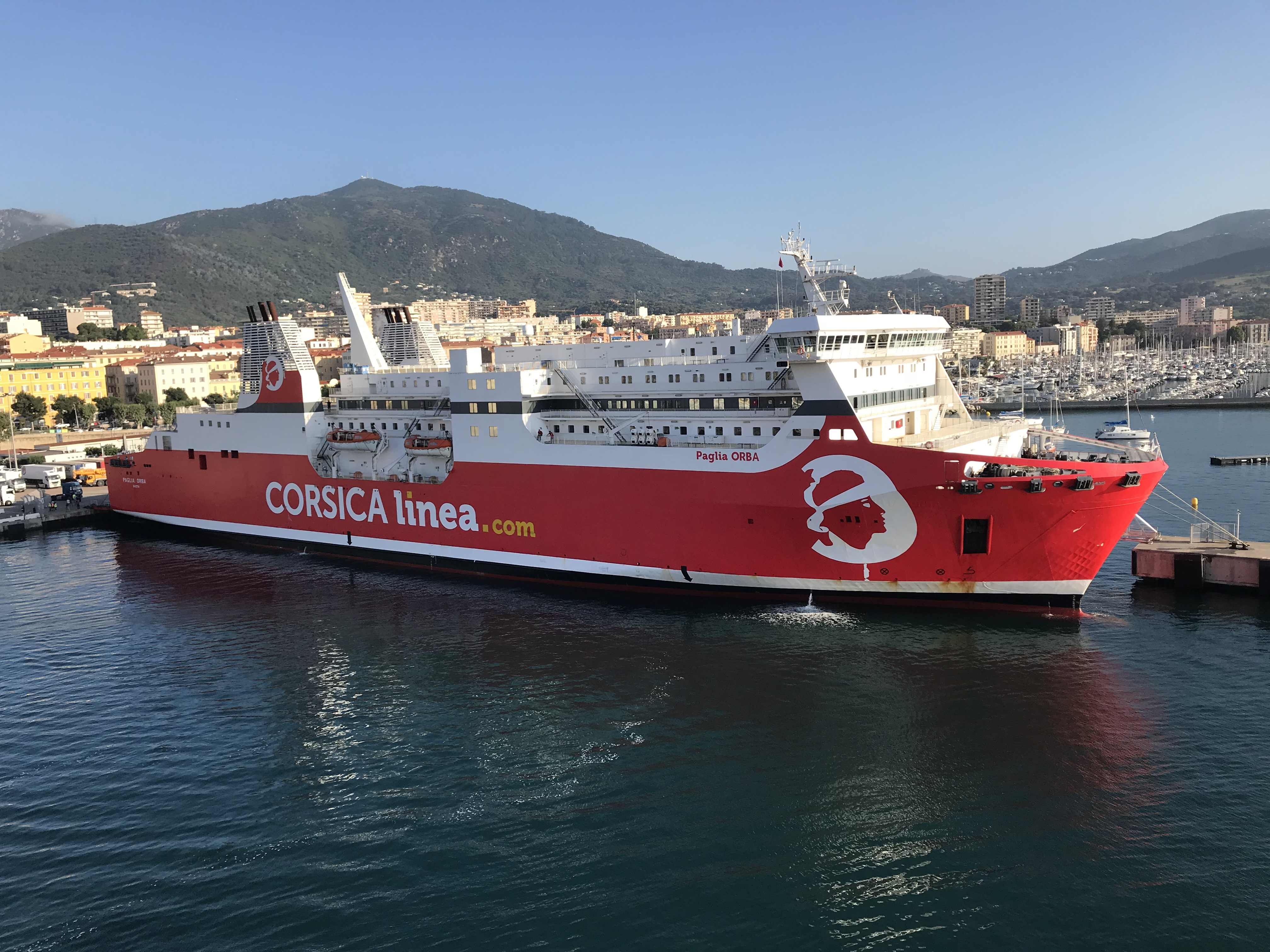
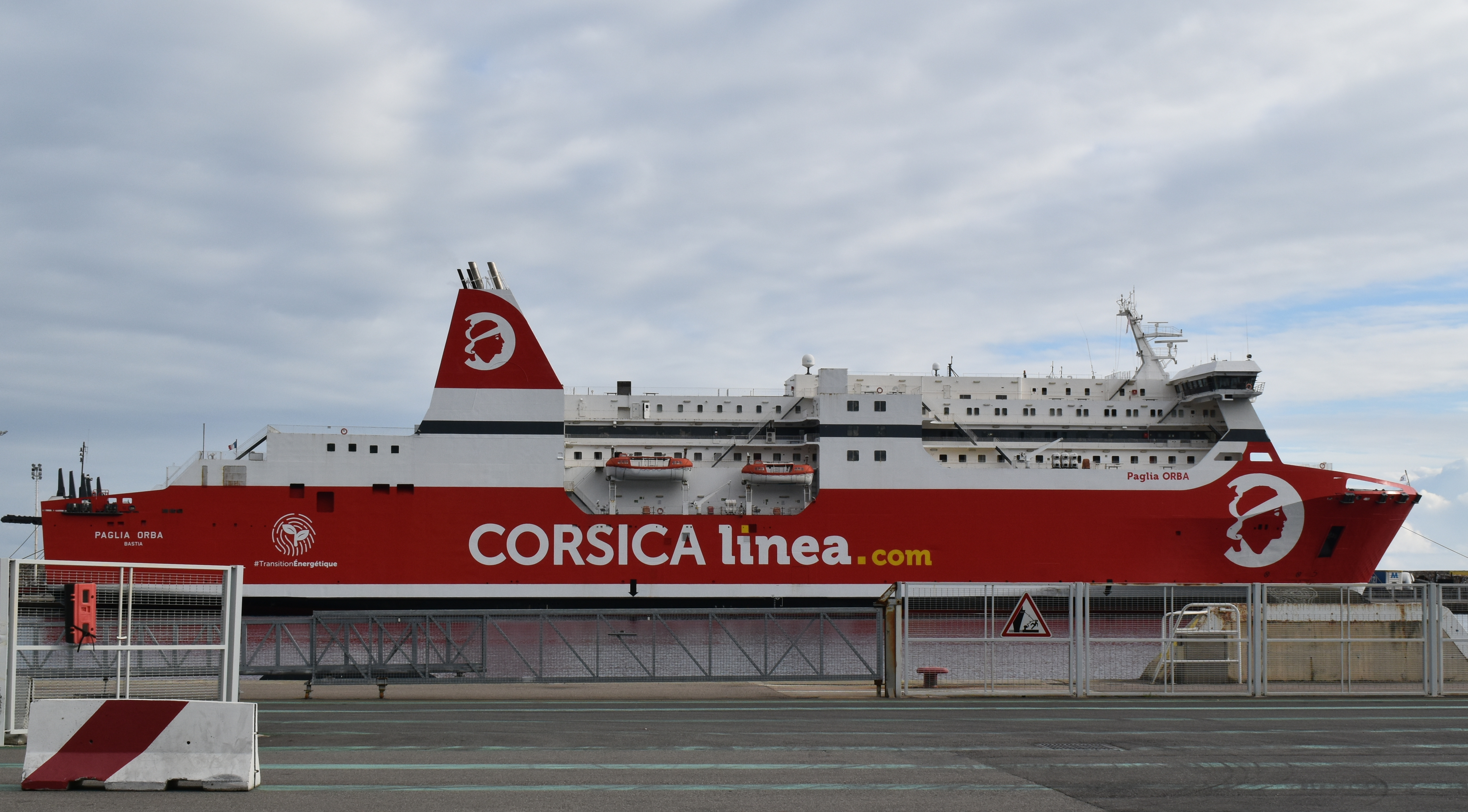

## 船内
5デッキ

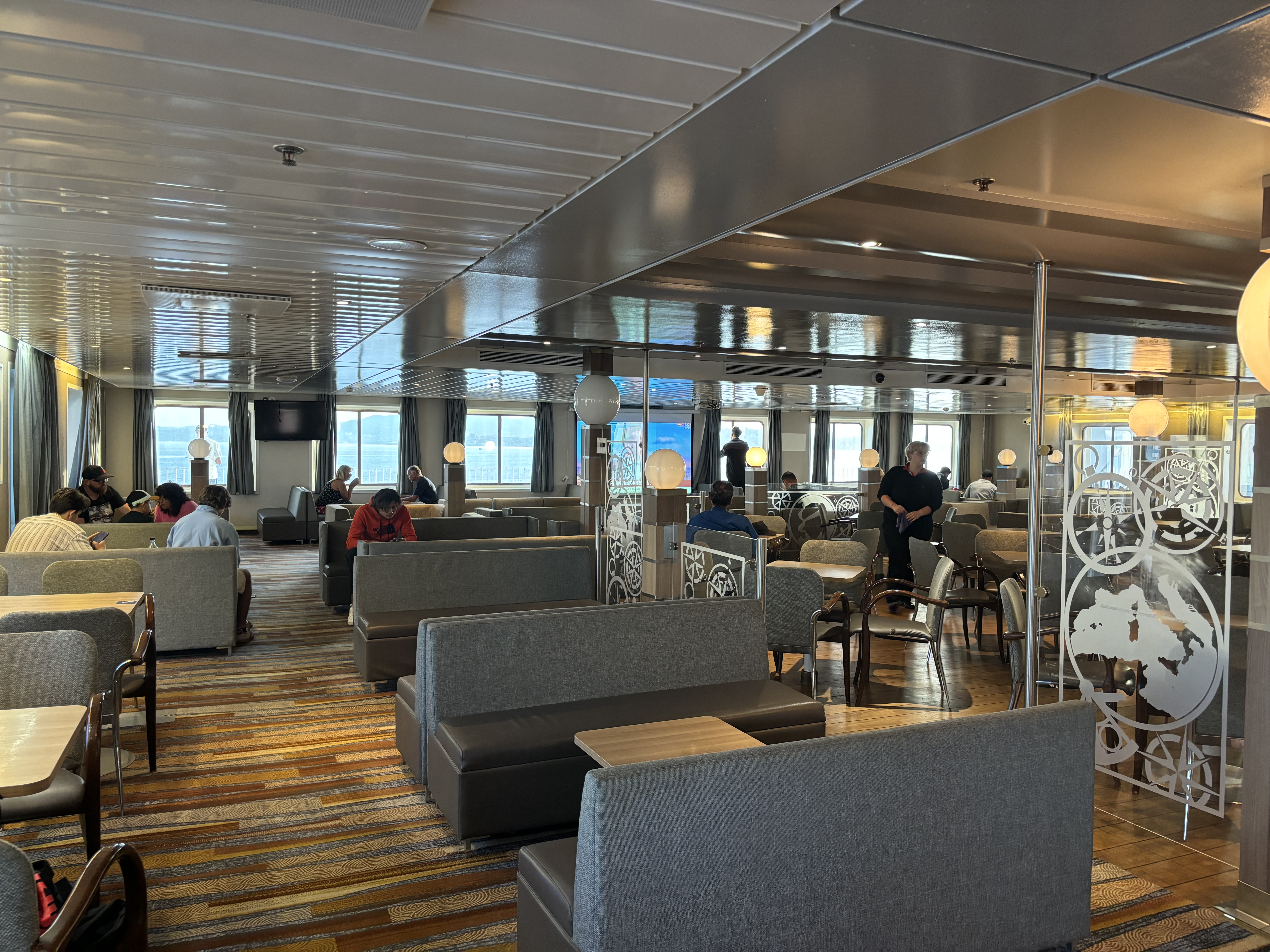
カフェバー
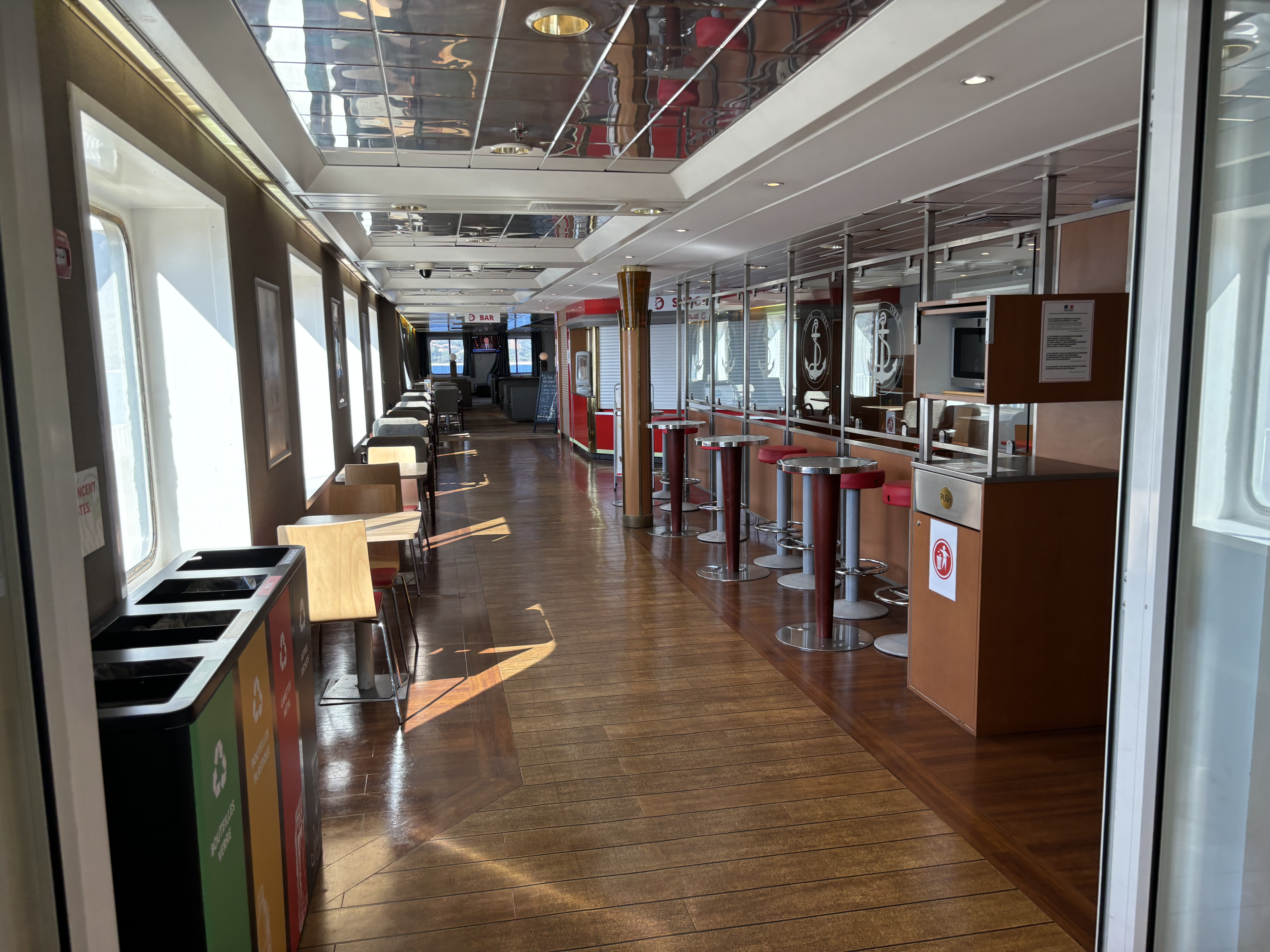
スナックバー
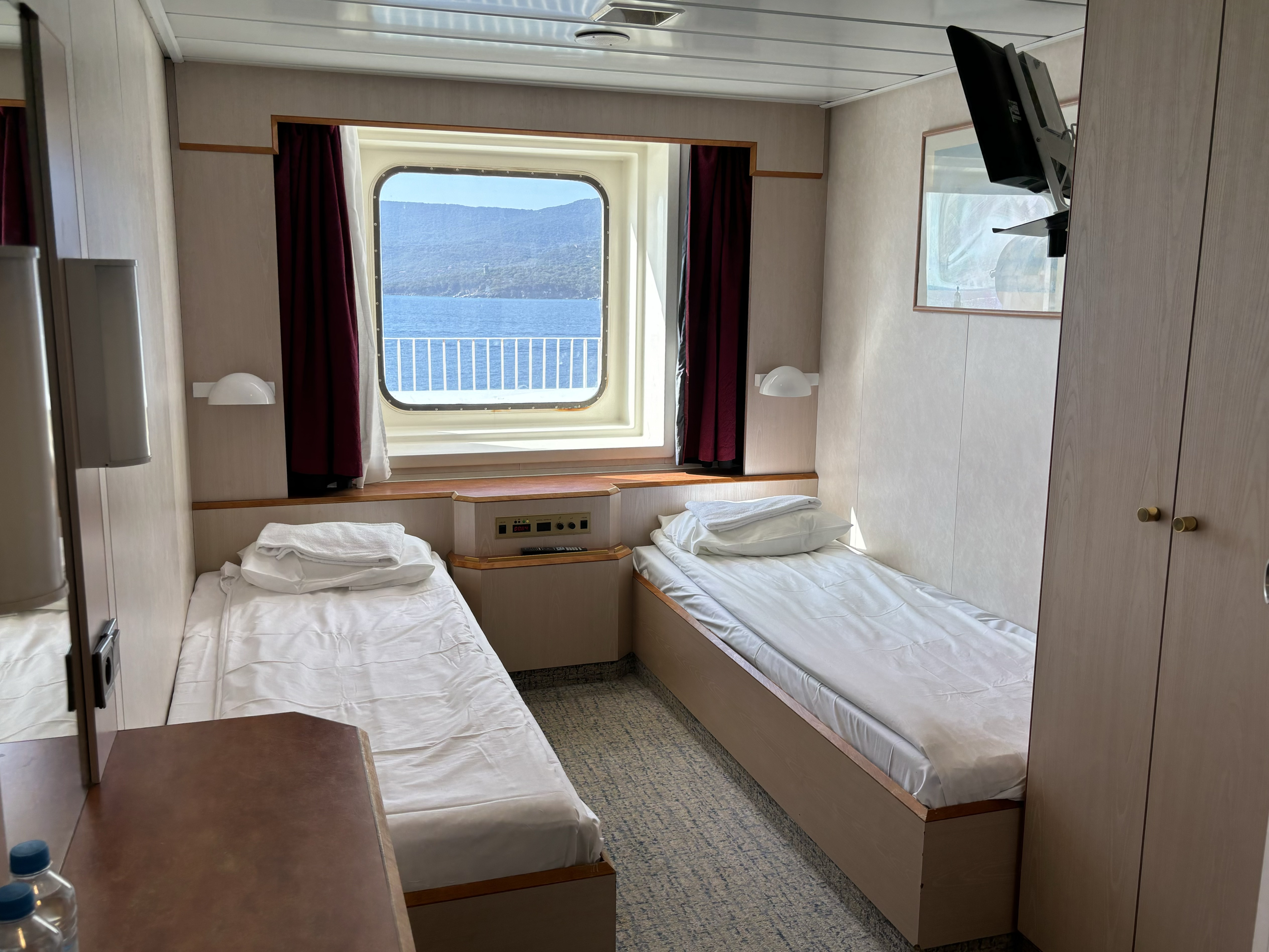
レストラン

4デッキ
- 個室（2名×89室・4名×72室[1]）

- レストラン
- カフェバー
- 個室